# サビノ・アラナ
サビノ・アラナ・ゴイリ（Sabino Arana Goiri, 1865年1月26日 – 1903年11月25日）は、スペイン・ビスカヤ県出身のバスク民族主義者・著作家。バスク民族主義党 (PNV) の設立者であり、「バスク民族主義の父」と呼ばれる。

## 経歴

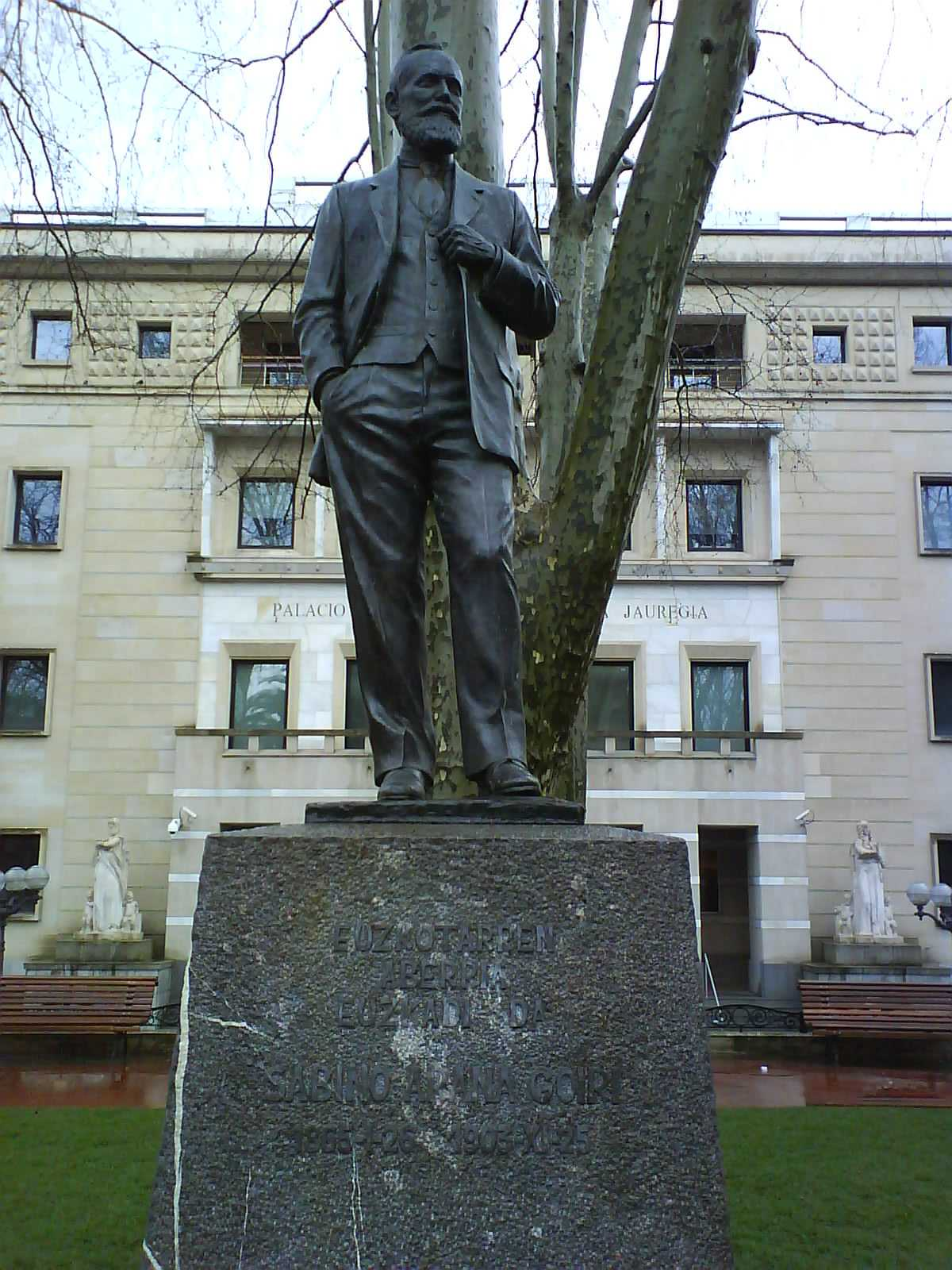
アバンド区にあるアラナの彫像

### バスク・ナショナリズムの背景
1830年代には第一次カルリスタ戦争が起こり、旧体制の維持を求めるバスク地方などスペイン北部勢（カルリスタ）と、自由主義勢力が中心となるマドリード勢が戦ったが、スペイン北部勢の敗北に終わり、強い自治権を持っていたバスク地方もスペインの関税方式に統合された。1876年、バスク地方はスペイン中央政府の一行政単位となり、中央政府に対して納税や兵役の義務を負うことになった。バスク地方で反マドリード意識が喚起され、バスク・ナショナリズムを鼓舞した。また、19世紀のバスク地方は製鉄業に代表されるスペイン屈指の重工業地帯となったが、スペイン各地からの移民の増加によってバスク地方の伝統社会が破壊され、不安や危機感が煽られた。

### アラナの青年期
1865年、アラナはアバンドにある敬虔なカトリックのブルジョワ家庭に生まれた。
父親は造船業を営んでおり、サビノは6人兄弟の末っ子だった。アラナ家は第二次カルリスタ戦争に参加するためにビルバオを離れ、1872年から1876年まではフランスのバイヨンヌに住んだ。1876年から1881年までの5年間は、ビスカヤのウルドゥニャにありイエズス会が経営する全寮制の中等過程で過ごした。1882年の復活祭（イースター）の日に宗教的な啓示を受けたことを兄のルイス・アラナに伝えている。1883年に父親が死去したため、アラナ家はバルセロナに引っ越し、アラナはバルセロナ大学で法学を学んだ。ここでカタルーニャ独立運動に共感したが、肺結核に置かされて病弱だったため、バルセロナ大学卒業を断念し、ビスカヤに戻るとバスクの言語・歴史・文化などを勉強した。

### バスク民族主義運動
1880年代後半から1890年代前半にはビスカヤ地方の民族主義運動を志向していたが、やがてバスク地方全体の民族主義運動に拡大していった。アラナは「血族」「言語（バスク語）」「統治と法」「気質と習慣」「歴史的人格」の5つをバスクの独自性を定義する要素と定め、特に血の純潔を重視した。1893年には初めて政策演説を行い、バスク地方の独立を主張した。1894年にはバツォーキ・バスク人民センターを発足させ、このクラブは1895年にバスク民族主義党(PNV)となった。これに付随して、サビノとルイスの兄弟はユニオンジャックを模してイクリニャ（バスク国の旗）をデザインし、またバスク民族賛歌も創作された。バスク地方を意味する「エウスカディ」はアラナによって造られた新語である。
しばらくの間、バスク民族主義党の影響力はビスカヤ県の一部の都市に限定されたものだったが、都市中産階級や農民の支持を受けた。1898年にはアラナがバスク民族主義党員として初のビスカヤ県議会議員となった。同年には米西戦争でアメリカが勝利し、スペインからキューバが正式に独立した。この際にアラナはアメリカ大統領のセオドア・ルーズヴェルトに激励電報を送信したことでスペイン当局に反逆罪で逮捕され、ラリナガにあるビルバオ刑務所に収容された。ニコラサ・デ・アチカジェンデと結婚したが、この後は刑務所を出たり入ったりし、獄中からバスク地方の政治的自治を訴えたが、スカリエタの刑務所で過ごしていた1903年11月25日、慢性原発性副腎皮質機能低下症（アジソン病）により死去した。38歳だった。

## 影響

アラナ兄弟がデザインしたイクリニャ（バスク国旗）

### バスク民族主義運動への影響
アラナの思想がバスク民族主義運動に火を付けたと考えられている。死後の1904年、正統なアラナの思想を受け継ぐバスク青年団が結成され、エリアス・ガジェステギ、ホセ・アントニオ・アギーレなどの指導者を生んだ。1931年にはスペインで王政が廃止されて共和制が復活し、バスク・ナショナリズム運動が花開くと、1933年にはバスク地方の3県がバスク自治政府として法的に認められた。1936年には自治政府が誕生し、アギーレが初代レンダカリ（バスク自治政府首班）となった。
今日では、アラナが持っていた排他主義や自民族中心主義や人種差別主義などが論争の種とされることもある。バスク民族主義党は彼の思想を緩やかに継承しているのみである。一方、バスク語とバスク文化の崩壊からの転換の開始を指導したバスク民族主義運動の父として、アラナを崇拝するバスク人も依然として存在する。バスク地方にある多くの都市はアラナの名を冠した通りを持っている。バスク民族主義党の本部はサビン＝エチェア（サビノの家）と呼ばれる。

### バスク人名への影響
アラナはバスク民族主義運動のほかに、正字法改革、バスク文化に関する雑誌の創刊などの活動を行っている。バスク人言語学者のホン・フアリスティは、「アラナの影響が最も大きいのは、彼が考案したバスク語のファーストネームである。アラナはバスク語の音韻に適ったファーストネームを多数提案した」と述べている。例えば、サビノの兄弟のルイス (Luis) はフランク語の Hlodwig によりコルドビカ (Koldobika) となり、英語のピーター (Peter) に相当する伝統的なペルー (Peru) 、ペジョ (Pello) 、ピアレス (Piarres) は、アラム語の Kepha によりケパ (Kepa) となった。アラナは「e」（または「ne」）で終わる名前が女性らしいと考えており、アラナが提案したネカネ (Nekane) やガルビネ (Garbine) などの名前は今日のバスク人の女性に多く見られる。スペイン国王フアン・カルロス1世の娘婿にイニャキ・ウルダンガリンがいるが、イニャキという名前はアラナが考案したイグナティウスからの言い換えである。しかし、アラナが生み出した新造語はほぼすべてが生き延びることなく廃れたとする説もある。